# Parlier (Californie)
Pour les articles homonymes, voir Parlier.
La ville de Parlier est située dans le comté de Fresno, dans l’État de Californie, aux États-Unis. Sa population s’élevait à 14 494 habitants lors du recensement de 2010, estimée à 15 250 habitants en 2017.

## Démographie
| Groupe            | Parlier | Californie | États-Unis |
| ----------------- | ------- | ---------- | ---------- |
| Blancs            | 50,0    | 57,6       | 72,4       |
| Autres            | 44,1    | 17,4       | 6,4        |
| Métis             | 3,5     | 4,9        | 2,9        |
| Amérindiens       | 1,2     | 1,0        | 0,9        |
| Afro-Américains   | 0,6     | 6,2        | 12,6       |
| Asiatiques        | 0,5     | 13,1       | 4,8        |
| Total             | 100     | 100        | 100        |
|                   |         |            |            |
| Latino-Américains | 97,5    | 37,6       | 16,7       |

Selon l'American Community Survey, pour la période 2011-2015, 83,33 % de la population âgée de plus de 5 ans déclare parler l’espagnol à la maison, 15,98 % déclare parler l’anglais, 0,44 % le tagalog et 0,26 % l'arabe.
| 1930 | 1940 | 1950  | 1960  | 1970  | 1980  |
| ---- | ---- | ----- | ----- | ----- | ----- |
| 564  | 776  | 1 419 | 1 366 | 1 993 | 2 902 |

| 1990  | 2000   | 2010   | - | - | - |
| ----- | ------ | ------ | - | - | - |
| 7 938 | 11 145 | 14 494 | - | - | - |